# Escala Fujita millorada
L'Escala Fujita millorada, o simplement Escala EF, és una escala de categorització de la força estimada dels tornados als Estats Units mitjançant el dany que provoquen.
Va ser implementada en substitució de l'escala Fujita introduïda per Ted Fujita l'any 1971, i va començat a estar operativa des de l'1 de febrer de 2007. L'escala té el mateix disseny que l'escala original de Fujita amb sis categories que van del 0 al 5 representant l'increment de la virulència del dany.
La nova escala es va fer pública pel National Weather Service en una conferència de la American Meteorological Society a Atlanta el 2 de febrer de 2006. Va ser desenvolupada entre l'any 2000 i el 2004 pel projecte Fujita Scale Enhancement Project del Wind Science and Engineering Research Center a la Universitat de Texas Tech, que estava format per dotzenes de meteoròlegs experts i enginyers civils, a més dels seus propis recursos.
L'escala va ser utilitzada per primer cop un any després de fer-se públic l'anunci quan algunes zones del centre de Florida van ser colpejades per múltiples tornados; el més fort que es constata amb la nova escala va ser valorat com de categoria EF3. El primer tornado EF5 avaluat va ser un tornado a Greensburg, Kansas, el 4 de maig de 2007.

## Paràmetres
Les sis categories de l'escala EF estan llistades a continuació, en ordre ascendent d'intensitat. Malgrat que la velocitat del vent i les fotografies dels danys són actualitzacions, les descripcions dels danys provenen de l'Escala Fujita, que encara són més o menys acurats. Tanmateix, per a l'escala EF actual en ús, només s'ha de tenir en compte l'indicador del dany (el tipus d'estructura que ha estat danyat) i consultar els graus de dany associat per a aquell indicador particular.
| Escala | Velocitat del vent | Velocitat del vent | Freqüència relativa | Dany potencial | Dany potencial     |
| Escala | mph                | km/h               | Freqüència relativa | Dany potencial | Dany potencial     |
| EF0    | 65–85              | 105–137            | 53,5%               | Dany lleu. Petites peces desmontades d'alguns sostres; alguns danys en cunetes; branques d'arbres trencats; alguns arbres poc profunds arrencats. Els tornados confirmats que no han causat danys visibles (p.e. aquells que romanen en camps oberts) són sempre valorats com de EF0.                                                    | EF0 damage example |
| EF1    | 86–110             | 138–178            | 31,6%               | Dany moderat. Sostres severament estripats; caravanes bolcades o fetes malbé; portes exteriors perdudes; finestres i altres vidres trencats. | EF1 damage example |
| EF2    | 111–135            | 179–218            | 10,7%               | Dany considerable. Sostres destruïts de cases ben construïdes; fonaments de les cases poden ser moguts; caravanes completament destruïdes; arbres grans malmesos o arrencats; petits projectils generats amb objectes lleugers; cotxes aixecats del terra.                                                                               | EF2 damage example |
| EF3    | 136–165            | 219–266            | 3,4%                | Dany sever. Sèries senceres de cases ben construïdes que han quedat destruïdes; danys severs en els edificis grans; trens volcats; arbres arrencats; cotxes pesats poden ser alçats del terra i llançats; estructures amb fonaments dèbils poden ser dutes metres més enllà.                                                             | EF3 damage example |
| EF4    | 166–200            | 267–322            | 0,7%                | Dany devastador. Cases ben construïdes poden quedar totalment destruïdes; cotxes poden ser projectats creant petits míssils. | EF4 damage example |
| EF5    | >200               | >322               | <0,1%               | Dany explosiu. Cases fortes poden ser arrencades dels seus fonaments i ser escombrades; automòbils com projectils poden sortir volant pels aires a més de 100 m de distància des del punt d'origen. Poden quedar greument danyades estructures de formigó armat; els edificis alts poden patir deformacions estructurals significatives. | EF5 damage example |